# West Jaintia Hills
Der Distrikt West Jaintia Hills ist ein Distrikt im indischen Bundesstaat Meghalaya. Verwaltungssitz ist der Ort Jowai.

## Geografie
Der Distrikt West Jaintia Hills liegt im Osten Meghalayas an der Grenze zu Bangladesch. Die Fläche des Distrikts beträgt 1693 Quadratkilometer. Nachbardistrikte sind die Distrikte East Jaintia Hills im Osten und Südosten und East Khasi Hills im Westen. Zudem grenzt er im Norden und Nordosten an den indischen Bundesstaat Assam und im Süden an den Nachbarstaat Bangladesch.

## Geschichte
Der Distrikt entstand am 31. Juli 2012 in seiner heutigen Form durch die Aufteilung des damaligen Distrikts Jaintia Hills in die beiden Distrikte East Jaintia Hills und West Jaintia Hills. Die drei C.D. Blocks Amlarem, Laskein und Thadlaskein bildeten den neuen Distrikt West Jaintia Hills.

## Bevölkerung
Nach der Volkszählung 2011 hat der Distrikt West Jaintia Hills 272.185 Einwohner. Bei 161 Einwohnern pro Quadratkilometer ist der Distrikt dicht besiedelt. Von den 272.185 Bewohnern wohnten 243.755 Personen (89,55 Prozent) in Landgemeinden und 28.430 Menschen in städtischen Gebieten.
Der Distrikt West Jaintia Hills ist mehrheitlich von Angehörigen der „Stammesbevölkerung“ (scheduled tribes) besiedelt. Zu ihnen gehörten (2011) 257.941 Personen (94,77 Prozent der Distriktsbevölkerung). Zu den Dalit (scheduled castes) gehörten 2011 nur 844 Menschen (0,31 Prozent der Distriktsbevölkerung).

### Bevölkerungsentwicklung
Wie überall in Indien wächst die Einwohnerzahl im Distrikt West Jaintia Hills seit Jahrzehnten stark an. Die indische Volkszählung 2001 ermittelte eine Einwohnerzahl von  Personen. Die Zunahme betrug in den Jahren 2001–2011 mehr als 32 Prozent (, %). In diesen zehn Jahren nahm die Bevölkerung um mehr als  Menschen zu. Die Bevölkerungsentwicklung von 1981 bis 2011 war wie folgt:

### Bedeutende Orte
Im Distrikt West Jaintia Hills gibt es mit dem Distrikthauptort Jowai (28.430 Einwohner) nur eine einzige städtische Siedlung.

### Bevölkerung des Distrikts nach Geschlecht
Von den 272.185 Bewohnern waren 135.052 (49,62 Prozent) männlichen und 137.133 weiblichen Geschlechts. Der Frauenüberhang ist untypisch für Indien, wo gewöhnlich ein deutliches Mehr an Männern vorherrscht.

### Bevölkerung des Distrikts nach Sprachen
Eine deutliche Mehrheit der Gesamtbevölkerung des Distrikts West Jaintia Hills spricht Pnar/Synteng, das zu den Khasi-Sprachen gehört. Auf den Plätzen 2 und 3 folgen mit War und   Khasi zwei weitere Khasi-Sprachen. Es gibt kleine Minderheiten an Anderssprachigen. Hindi wird nur von einer sehr kleinen Minderheit von Zugewanderten gesprochen.
| Jahr                                   | Pnar/Synteng | Pnar/Synteng | War    | War   | Khasi  | Khasi | Bengali | Bengali | Karbi/Mikir | Karbi/Mikir | Hindi | Hindi | Nepali | Nepali | Andere Sprachen | Andere Sprachen | Total   | Total    |
| Jahr                                   | Zahl         | %            | Zahl   | %     | Zahl   | %     | Zahl    | %       | Zahl        | %           | Zahl  | %     | Zahl   | %      | Zahl            | %               | Zahl    | %        |
| -------------------------------------- | ------------ | ------------ | ------ | ----- | ------ | ----- | ------- | ------- | ----------- | ----------- | ----- | ----- | ------ | ------ | --------------- | --------------- | ------- | -------- |
| 2011                                   | 211.335      | 77,64        | 33.916 | 12,46 | 17.949 | 6,59  | 1428    | 0,52    | 918         | 0,34        | 853   | 0,31  | 565    | 0,21   | 5221            | 1,92            | 272.185 | 100,00 % |
| Quelle: Ergebnis der Volkszählung 2011 |              |              |        |       |        |       |         |         |             |             |       |       |        |        |                 |                 |         |          |

### Bevölkerung des Distrikts nach Bekenntnissen
In den letzten 100 Jahren ist die Mehrheit der einheimischen Bevölkerung zum Christentum übergetreten. Dennoch sind überdurchschnittlich viele Menschen ihren traditionellen Religionen treu geblieben. In allen drei C.D. Blocks sind jeweils über 20 Prozent der Bewohner Anhänger ihrer traditionellen Religion. Die wenigen Hindus und Muslime sind meist Zuwanderer aus anderen Gebieten Indiens. Die genaue religiöse Zusammensetzung der Bevölkerung zeigt folgende Tabelle:
| Jahr                                   | Buddhisten | Buddhisten | Christen | Christen | Hindus | Hindus | Jainas | Jainas | Muslime | Muslime | Sikhs | Sikhs | Andere | Andere | keine Angaben | keine Angaben | Total   | Total    |
| Jahr                                   | Zahl       | %          | Zahl     | %        | Zahl   | %      | Zahl   | %      | Zahl    | %       | Zahl  | %     | Zahl   | %      | Zahl          | %             | Zahl    | %        |
| -------------------------------------- | ---------- | ---------- | -------- | -------- | ------ | ------ | ------ | ------ | ------- | ------- | ----- | ----- | ------ | ------ | ------------- | ------------- | ------- | -------- |
| 2011                                   | 161        | 0,06       | 182.685  | 67,12    | 9539   | 3,50   | 32     | 0,01   | 1106    | 0,41    | 15    | 0,01  | 77.313 | 28,40  | 1334          | 0,49          | 272.185 | 100,00 % |
| Quelle: Ergebnis der Volkszählung 2011 |            |            |          |          |        |        |        |        |         |         |       |       |        |        |               |               |         |          |

## Bildung
Das Ziel der vollständigen Alphabetisierung ist noch in weiter Ferne. Von den 211.130 Personen in einem Alter von sieben Jahren und mehr können 133.272 (63,12 Prozent) lesen und schreiben. Für indische Verhältnisse erstaunlich ist die höhere Alphabetisierung der Frauen. Während von der männlichen Bevölkerung 58,51 Prozent lesen und schreiben können, sind es unter der weiblichen Bevölkerung 67,61 Prozent. In der (einzigen) Stadt Jowai können mehr als 90 Prozent lesen und schreiben. Die Männer und Frauen sind beinahe gleich hoch alphabetisiert. Für Indien erstaunlich sind die Verhältnisse in den Landgemeinden. Der Alphabetisierungsgrad der Frauen ist dort über 10 Prozent höher als der der Männer. Allerdings ist auf dem Land der Anteil der Menschen, die lesen und schreiben können, deutlich niedriger als in der Stadt Jowai. Einen Überblick über die Verhältnisse gibt folgende Tabelle:
| Alphabetisierung im Distrikt East Jaintia Hills |                   |                   |
| Einheit                                         | Volkszählung 2011 | Volkszählung 2011 |
| Einheit                                         | Anzahl            | Anteil            |
| GESAMT                                          | 133.272           | 63,12 %           |
| Männer                                          | 60.902            | 58,51 %           |
| Frauen                                          | 72.370            | 67,61 %           |
| STADT GESAMT                                    | 22.387            | 91,10 %           |
| Stadt-Männer                                    | 10.760            | 91,83 %           |
| Stadt-Frauen                                    | 11.627            | 90,44 %           |
| LAND GESAMT                                     | 110.885           | 59,43 %           |
| Land-Männer                                     | 50.142            | 54,28 %           |
| Land-Frauen                                     | 60.743            | 64,50 %           |
| Quelle: Ergebnis der Volkszählung 2011          |                   |                   |

## Verwaltung
Der Distrikt hat mit Amlarem, Laskein und Thadlaskein drei Community Development Blocks (C.D. Blocks; Unterbezirke). Am 6. April 2001 wurde der bisherige C.D. Block Khliehriat in die beiden heutigen C.D. Blocks aufgeteilt.